# Liber divinorum operum
Liber divinorum operum simplicis hominis
Le Liber divinorum operum simplicis hominis (« Livre des œuvres divines d'un homme simple »), plus connu sous son titre écourté Liber divinorum operum (« Livre des œuvres divines »), est un traité de mystique contemplative, œuvre de l'abbesse bénédictine allemande et mystique Hildegarde de Bingen, datée de la seconde moitié du XIIe siècle.
Il s'agit de la dernière grande œuvre visionnaire de Hildegarde de Bingen rédigée entre 1163 et 1174,. Elle contient dix miniatures dans lesquelles l'amour de Dieu s’exprime dans le peuple et dans la relation du peuple à Dieu.
Le message fondamental du Livre des Œuvres Divines d’Hildegarde de Bingen est de dire qu’il y a bel et bien une harmonie divine, mais que l’ordre du monde est perturbé et donc qu’il faut au plus vite rétablir cette harmonie. Elle tente aussi de nous dire que puisque l’homme est le témoin des créations divines, il doit aussi en être le protecteur. 
« Toi homme tu peux aimer, or Dieu est Amour» nous dit père Pierre Dumoulin, Théologue, il y a donc cette mission de continuation des œuvres de Dieu qui est d’aimer son prochain et de faire le bien. 
« Double condition de l’homme, à la fois perméable à toutes les énergies (cosmiques, terrestres, sociales) un peu comme une éponge qui les reçoit toutes, et transformateur d’énergie. D’où sa place centrale dans la création.»
Dans sa deuxième vision, Hildegarde visualise l’homme au centre de la création et à l’intérieur de la Trinité.